# HMS Liddesdale (L100)
HMS Liddesdale (L100) là một tàu khu trục hộ tống lớp Hunt Kiểu II của Hải quân Hoàng gia Anh Quốc được hạ thủy năm 1940 và nhập biên chế năm 1941. Nó đã hoạt động trong suốt Chiến tranh Thế giới thứ hai, ngừng hoạt động năm 1945 và bị bán để tháo dỡ năm 1948.

## Thiết kế và chế tạo
Fernie được đặt hàng vào ngày 4 tháng 9, 1939 cho hãng Vickers-Armstrong tại Newcastle trong Chương trình Chế tạo 1939 và được đặt lườn vào ngày 20 tháng 11 năm 1939. Nó được hạ thủy vào ngày 19 tháng 8 năm 1940 và nhập biên chế vào ngày 28 tháng 2 năm 1941. Tên nó được đặt theo một rừng săn cáo tại Hawick, Scotland. Con tàu được cộng đồng dân cư Nelson thuộc hạt Lancashire đỡ đầu trong khuôn khổ cuộc vận động gây quỹ Tuần lễ Tàu chiến năm 1942. Nó là chiếc tàu chiến duy nhất của Hải quân Anh được đặt cái tên này.

## Lịch sử hoạt động

### 1941-1942
Sau khi hoàn tất việc trang bị tại Scapa Flow, Liddesdale gia nhập Lực lượng Hộ tống Rosyth để làm nhiệm vụ hộ tống vận tải tại Bắc Hải và Khu vực Vận tải phía Tây cho đến tháng 3, 1942. Vào ngày 15 tháng 4, 1942, nó đã cùng các tàu khu trục Badsworth (L03), Lancaster (G05), Georgetown (I40), St. Mary's (I12), Boadicea (H65), Volunteer (D71) và Salisbury (I52) tham gia hộ tống cho Đoàn tàu WS18 trong chặng vượt qua Khu vực Vận tải phía Tây trên hành trình đi sang Ai Cập và Ấn Độ; nó cùng Badsworth, Georgetown, Lancaster và St Mary’s tách khỏi WS18 bốn ngày sau đó. Nó tiếp tục nhiệm vụ hộ tống vận tải từ căn cứ Rosyth.
Vào tháng 8, Liddesdale bị hư hại do một tai nạn va chạm và được sửa chữa. Nó tiếp nối nhiệm vụ hộ tống vào tháng 9 cho đến khi được cử sang hỗ trợ cho Chiến dịch Torch, cuộc đổ bộ của lực lượng Đồng Minh lên Bắc Phi. Nó hộ tống một đoàn tàu vận tải đi sang Gibraltar vào tháng 10, nhưng không trực tiếp tham gia cuộc đổ bộ, và đến tháng 11 lại quay trở về Rosyth tiếp nối nhiệm vụ hộ tống vận tải.

### 1943
Vào ngày 16 tháng 4, Liddesdale đã cùng tàu tuần dương hạng nhẹ Newcastle (C76), các tàu khu trục Venomous (G98) và Rapid (H32), các tàu xà lúp Wellington (U65) và Weston (L72), các tàu cutter Gorleston (Y92) và Totland (Y88) cùng các tàu frigate Exe (K92) và Ness (K219) hộ tống cho Đoàn tàu WS29 đi Gibraltar, tách khỏi đoàn tàu vào ngày 20 tháng 4, rồi sau khi đi đến Gibraltar đã gia nhập Đội khu trục 56 để làm nhiệm vụ hộ tống vận tải và tuần tra.
Sang tháng 6, Liddesdale được cử tham gia Chiến dịch Husky, cuộc đổ bộ của lực lượng Đồng Minh lên Sicily, Ý. Nó được bố trí cùng Đội hộ tống T trong thành phần Lực lượng hỗ trợ phía Đông, vốn bao gồm các tàu tuần dương Newfoundland (59), Uganda (66), Orion (85), Mauritius (80), Carlisle (D67) và Colombo (D89), và khởi hành từ Bizerta, Tunesia vào ngày 7 tháng 7 để hộ tống cho đoàn tàu vận tải tấn công KMS18. Nó tách khỏi Đoàn tàu KMS18 hai ngày sau đó để quay trở lại Tunis, và đến ngày 10 tháng 7 tiếp tục hộ tống một đoàn tàu vận tải tiếp liệu hỗ trợ cho cuộc đổ bộ.
Sau khi hoàn tất chiến dịch, Liddesdale quay lại vai trò hộ tống vận tải, và đến tháng 9 được điều sang Đội hộ tống 46 tại Algiers nhằm chuẩn bị tham gia Chiến dịch Avalanche, cuộc đổ bộ tiếp theo của lực lượng Đồng Minh lên Salerno, Ý. Nó cùng các tàu khu trục hộ tống Cleveland (L46), Holcombe (L56), Atherstone (L05), Farndale (L70), Calpe (L71), Haydon (L75) và các tàu khu trục Ba Lan ORP Krakowiak và ORP Ślązak gia nhập thành phần hộ tống cho Lực lượng Tàu sân bay Hỗ trợ (Lực lượng Đặc nhiệm 88), và đến ngày 9 tháng 9 đã cùng các tàu tuần dương hạng nhẹ Euryalus (42), Scylla (98) và Charybdis (88) hộ tống cho tàu sân bay hạng nhẹ Unicorn (I72) cùng các tàu sân bay hộ tống Battler (D18), Attacker (D02), Hunter (D80) và Stalker (D91) hỗ trợ cho cuộc tấn công đổ bộ lên Salerno.
Sau khi được tách khỏi Lực lượng Đặc nhiệm 88, Liddesdale quay trở lại nhiệm vụ tuần tra và hộ tống vận tải cùng đội khu trục cho đến tháng 11, khi nó được điều sang Malta, và được bố trí cùng Atherstone, Calpe, Catterick (L81), Cleveland, Haydon, Farndale, ORP Krakowiak và ORP Ślązak trong vai trò tuần tra và hộ tống vận tải tại khu vực Trung tâm và Đông Địa Trung Hải, đặt căn cứ tại Malta.

### 1944
Vào ngày 20 tháng 5, 1944, Liddesdale được phái cùng các tàu khu trục Termagant và Tenacious trong việc truy lùng một tàu ngầm đối phương ở vị trí về phía Tây Bắc mũi Spartivento ở cực Nam đảo Sardinia, vốn đã tấn công Đoàn tàu HA43 được các tàu Ý hộ tống. Khi nó đến nơi, chiếc U-boat Đức U-453 đã bị phát hiện và bị tấn công bằng mìn sâu; tín hiệu sonar của tàu ngầm đối phương vẫn dò được suốt đêm hôm đó. Đến sáng ngày hôm sau, U-453 nổi lên mặt nước và bị hải pháo của ba chiếc tàu chiến Anh đánh chìm ở tọa độ 38°58′B 16°36′Đ / 38,967°B 16,6°Đ. 50 trong số thành viên thủy thủ đoàn chiếc tàu ngầm đã tử trận cùng con tàu; 34 người sống sót bị bắt làm tù binh và được đưa về Palermo.
Sang tháng 8, Liddesdale được cử tham gia Chiến dịch Dragoon, cuộc đổ bộ của lực lượng Đồng Minh lên miền Nam nước Pháp. Nó di chuyển đến Naples để tham gia lực lượng đặc nhiệm đổ bộ, vốn tạm thời được đặt dưới quyền chỉ huy chung của Hải quân Hoa Kỳ, và gia nhập cùng các tàu quét mìn Hoa Kỳ USS Sway (AM-120) và USS Symbol (AM-123) để hộ tống Đoàn tàu SM1A đi đến khu vực đổ bộ Delta. Đoàn tàu khởi hành từ vào ngày 12 tháng 8 trong thành phần các đoàn tàu SM1, SM1A và SM1B, vốn còn bao gồm tàu chỉ huy Hoa Kỳ Biscayne (AVP-11), các tàu kéo Hoa Kỳ Narragansett (AT-88) và Pinto (AT-90), tàu đổ bộ Anh RFA Ennerdale (A173), LST 13, một tàu chở dầu và 23 tàu đổ bộ LST.
Khi chiến dịch Dragoon kết thúc vào tháng 9, Liddesdale quay trở lại quyền chỉ huy của Hải quân Hoàng gia, và được điều sang hoạt động cùng Lực lượng hải quân biển Aegean, đặt căn cứ tại Alexandria, Ai Cập. Vào ngày 24 tháng 9, nó cùng các tàu khu trục hộ tống Brecon (L76), Calpe (L71), Catterick (L81), Cleveland (L46), Zetland (L59) cùng các tàu khu trục Hy Lạp Pindos (L65), Kanaris (L53) và Miaoulis (L91) hỗ trợ cho việc tái chiếm các đảo trong vùng biển Aegean và lên chính lục địa Hy Lạp. Lực lượng được sự hỗ trợ từ xa bởi các tàu tuần dương hạng nhẹ Orion (85), Ajax (22), Royalist (89), Black Prince (81), Argonaut (61), Aurora (12) và Colombo (D89), cũng như hỗ trợ trên không bởi các tàu sân bay hộ tống Hunter (D80), Stalker (D91), Emperor (D98), Attacker (D02), Searcher (D40), Pursuer (D73) và Khedive (D62).
Liddesdale đã bắn hải pháo hỗ trợ các cuộc tấn công và tuần tra càn quét ngăn chặn tàu bè đối phương triệt thoái về đất liền. Vào ngày 28 tháng 9, đang khi cùng Brecon và Zetland tấn công tàu bè đối phương tại Karpathos, nó bị các khẩu đội pháo bờ biển đối phương tại vịnh Pegadia bắn trúng ba phát, và bị hư hại cấu trúc. Con tàu phải rút lui về Malta để sửa chữa trước khi quay trở lại khu vực biển Aegean vào ngày 15 tháng 10. Nó tiếp tục các hoạt động quân sự tại đây cho đến tháng 12, khi được điều động trở lại Malta, gia nhập Chi hạm đội Khu trục 22 để cùng các tàu chị em Exmoor (L08),  Catterick , Ledbury (L90), Tetcott (L99), Chiddingfold (L31) và Wheatland (L122) làm nhiệm vụ hỗ trợ hỏa lực, tuần tra và hộ tống vận tải.

### 1945
Vào ngày 2 tháng 3, Liddesdale được bố trí để hỗ trợ cho cuộc đổ bộ lên đảo Tilos thuộc quần đảo Dodecanese trong biển Aegean. Sau khi chiến tranh kết thúc tại Châu Âu, nó được điều sang Chi hạm đội Khu trục 3, tiếp tục đặt căn cứ tại Malta, và đã hỗ trợ cho việc chiếm đóng Trieste, Ý cũng như tuần tra ngăn chặn việc di dân trái phép đến Palestine.
Liddesdale sau đó quay trở về Anh, và được đưa về thành phần dự bị tại Chatham vào ngày 11 tháng 12, 1945, rồi được chuyển đến Harwich vào năm 1947. Do tình trạng lườn tàu quá kém, con tàu được đưa vào danh sách loại bỏ một năm sau đó, được bán cho hãng BISCO vào ngày 1 tháng 10, 1948, và được tháo dỡ tại xưởng tàu của hãng J J King ở Gateshead.